# تشاستوهوستیتسه
تشاستوهوستیتسه (به چکی: Častohostice) یک منطقهٔ مسکونی در جمهوری چک است که در منطقه تربیچ واقع شده‌است. تشاستوهوستیتسه ۳٫۴۹ کیلومتر مربع مساحت و ۱۸۶ نفر جمعیت دارد و ۴۱۵ متر بالاتر از سطح دریا واقع شده‌است.